# Stammtisch

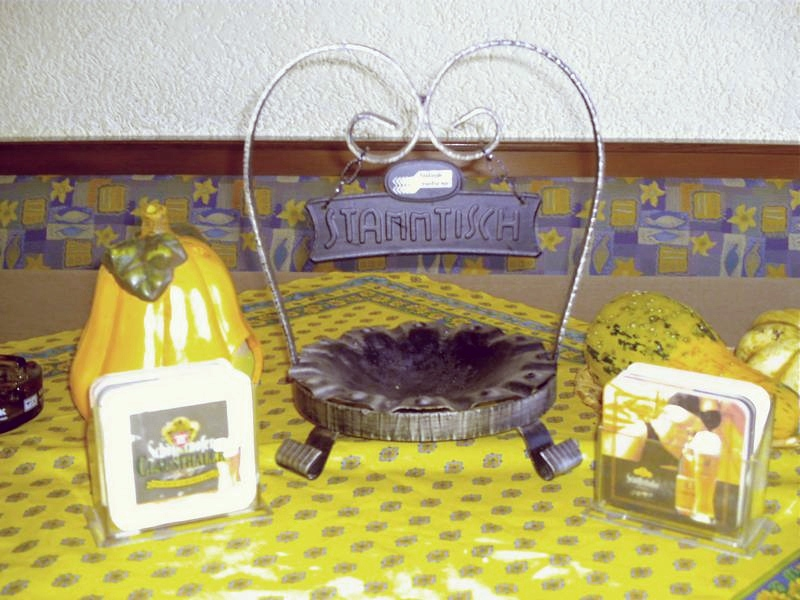
Une table porte souvent un emblème désignant le Stamm auquel elle est réservée.

Le Stammtisch est une tablée traditionnelle en Alsace et dans les autres territoires de culture allemande. Ce genre de réunion se fait généralement dans un coin réservé d'un bar ou d'un restaurant et permet aux habitués de se retrouver autour d'un repas ou d'une bière pour discuter et s'amuser. Traditionnellement, un écu ou symbole désigne la table qui est réservée pour un Stamm particulier. 
On parlera dans le monde ibérique de tertulia et, au Royaume-Uni, de private room (souvent à l'arrière d'un pub).

## Histoire
Historiquement, l'appartenance à un Stamm est une marque de statut social : celui-ci n'est pas ouvert au tout-venant. Jusqu'à la seconde moitié du XXe siècle, dans bien des villages, il regroupait avant tout les notables locaux, du maire au médecin, en passant par l'instituteur du lieu. L'invitation d'un étranger à la table correspondait donc à une marque d'appréciation, à l'instar d'une invitation à un café littéraire.
Cet usage a tendu à se démocratiser et dépend désormais moins du statut des participants : il s'agit simplement pour des habitués de se retrouver entre amis, ou pour les membres d'une section locale d'un parti politique de se retrouver pour discuter des événements du moment.

## Stammscélèbres
- La tablée littéraire d'Ernst Theodor Amadeus Hoffmann chez Lutter et Wegner à Berlin, au début du XIXe siècle.
- « Les lunettes » (die Brille), un Stamm d'artistes berlinois qui fut en 1901 à l'origine de la fondation du cabaret Schall und Rauch (« Miroirs et fumée »).
- La télévision bavaroise présente chaque dimanche depuis 2007 une émission intitulée Sonntags-Stammtisch (de).
- Die Mehlkischt (la boite à farine); Stammtisch strasbourgeois, situé près de la porte de l'hôpital. Réunit vers 1890 les artistes Gustave Stoskopf, Charles Spindler, Lucien Blumer, Léon Hornecker, Joseph Sattler, Georges Ritleng, Paul Braunagel[1]
- Le 19 avril 2021, Arnold Schwarzenegger annonce qu’il mettra en ligne au cours des mois suivants une série d’entretiens avec des personnalités en lien avec la question de l’environnement, série qu’il a baptisée Arnold’s Stammtisch[2],[3] en référence à ses origines autrichiennes.